# بيليغرا
بيليغرا هي بلدة تقع في العاصمة روما في إيطاليا .

## السكان
في سنة 1871 بلغ عدد السكان 1٬831 نسمة، وتطور العدد ليصل في سنة 2011 لـ 2٬948 نسمة.
يظهر هذا المخطط البياني تطور النمو السكاني لـ بيليغرا

## توأمة
لبيليغرا اتفاقيات توأمة مع:
- باسانو دل غرابا